# Michel Le Tellier (Staatsmann)
Michel Le Tellier, Marquis de Barbezieux, Seigneur de Chaville, d'Etang und de Viroflay (* 19. April 1603 in Paris; † 30. Oktober 1685 in Versailles) war als Staatssekretär für das Kriegswesen zur Zeit von Ludwig XIII. und Ludwig XIV. einer der maßgebenden Minister Frankreichs und hat durch seine Organisationstätigkeit die französische Armee zur damals schlagkräftigsten in Europa gemacht.

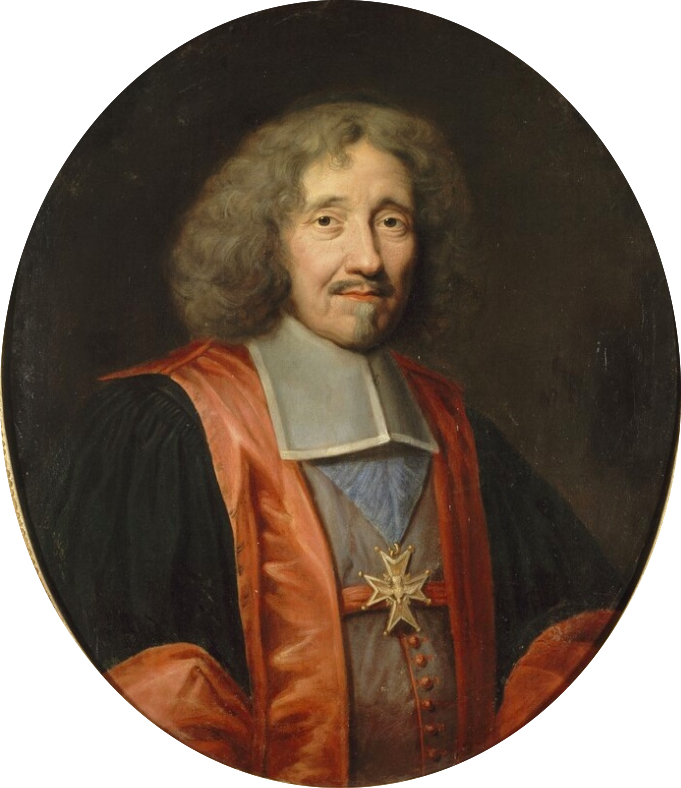
Michel Le Tellier

## Leben
Er stammte aus einer Familie, die ursprünglich Handel betrieben hatte. Diese war zu Wohlstand gekommen, weil sie Zugang zu Richterämtern und anderen öffentlichen Positionen fand. Der Urgroßvater war Notar gewesen, der Großvater war Rentmeister und der Vater war Rat am Steuergericht. Er selbst war zunächst ebenfalls Jurist. Er wurde bereits 1624 Mitglied im Großen Rat. Seit 1631 war er königlicher Prokurator. Danach war er Requetenmeister im Staatsrat. Er war Intendant der Justiz, der Polizei und der Finanzen, bis er 1639 zum Intendanten der französischen Armee im Piemont ernannt wurde. In dem Amt war er drei Jahre tätig und lernte dabei die Verwaltungsprobleme im Bereich des Militärs genau kennen. Dabei fiel er Jules Mazarin auf. Dieser machte ihn 1643 zum Staatssekretär. Er war zuständig für Krieg, Artillerie, die Flotte im Mittelmeer und für acht Provinzen. Er stand auch während der Fronde treu zu Anna von Österreich und Mazarin. Zusammen mit diesem war er hauptverantwortlich für die Regierung. Zeitweise musste er auf Druck der Fronde das Amt niederlegen.
Auch nach dem Ende der Regentschaft und dem Beginn der Alleinherrschaft von Ludwig XIV. blieb er im Zentrum der Macht. Seit 1661 war er Minister im Conseil d’En Haut. Neben Lionne und Fouquet war er damit der führende Minister.  Er war Förderer Colberts. Zusammen mit diesem betrieb er den Sturz von Fouquet. Ludwig XIV. sprach von ihm stets als „Monsieur Le Tellier,“ während er sonst nur die Nachnamen benutzte. Er sagte einmal: „Niemandes Rat war je besser als der seine, worum es sich auch handelte.“
Er war verheiratet mit Elisabeth Turpin. Das Wohlwollen des Königs nutzte er zur Förderung seiner Söhne. Der Zweitgeborene Charles Maurice wurde schließlich Erzbischof von Reims. Ähnlich wie Colbert im Marineministerium seinen Sohn, führte er den Sohn François-Michel Le Tellier, marquis de Louvois im Kriegsministerium ein. Er behielt sich im Namen seines Sohnes, der 1653 nur 14 Jahre alt war, die Nachfolge im Amt vor. Der Sohn arbeitete später zunächst unter ihm. Der Vater bildete ihn weiter aus. Im Jahr 1662 ließ er den Sohn zum ersten Mal eine Verfügung selbst unterzeichnen. Der Vater behielt aber zumindest bis 1668 die Führung. Aber auch danach fragte Louvois den Vater häufig um Rat. Tatsächlich hatte der König zwischen 1668 und 1677 mit Vater und Sohn de facto zwei Kriegsminister. Dabei übernahm der Sohn die zahlreichen Reisen außerhalb des Hofes, während der Vater das Amt verwaltete.
Tellier war maßgeblich an der Reform des französischen Militärwesens beteiligt, die dadurch zur schlagkräftigsten Europas wurde. Die wesentlichen Erlasse dazu stammten von Tellier. Dies waren 1643 die Vorschriften über Winterquartiere und die Aushebung von Rekruten. Im Jahr 1649 erließ er Vorschriften zur Kavallerie. Es folgten 1654 Bestimmungen zur Infanterie und 1651, 1653 und 1660 wurden Vorschriften für die Organisation des inneren Dienstes, der Besoldung und Verpflegung erlassen. Vorschriften von 1661, 1662 und 1665 beschäftigten sich mit dem Dienst in den Festungen und der Etappe. Im Jahr 1666 wurden Bestimmungen über die Pflicht der Offiziere erlassen.
In der Zeit Telliers und seines Sohnes wurde eine zentral organisierte Verwaltung des Militärs aufgebaut. Diese wurde von meist bürgerlichen Intendanten geleitet. Ihnen waren nur die kommandierenden Generale übergeordnet. Die Verwaltung sorgte für die Versorgung der Truppe. Die geworbenen Truppen des Dreißigjährigen Krieges wurden in eine Armee des Staates verwandelt. Die Modernisierung der Armee, die er angefangen und die der Sohn fortgesetzt hatte, machten diese zu einem machtvollen Mittel, mit dem Ludwig XIV. politisch und militärisch offensiv vorgehen konnte. Vater und Sohn reformierten neben der Militärverwaltung die Ausbildung der Soldaten, regelten die Offizierslaufbahnen, sorgten für eine bessere Ausrüstung und Disziplin. Sie schufen die Grundlagen dafür, dass die Armee von 70.000 Mann im Jahr 1659 auf 340.000 Mann 1695/97 anwachsen konnte.
Im Jahr 1677 wurde er Kanzler und erhielt das Staatssiegel. Streng katholisch, war er wie sein Sohn ein Verfechter des Widerrufs des Edikts von Nantes und hat das entsprechende Dekret kurz vor seinem Tod noch unterzeichnet. Er sah dies als krönenden Abschluss seiner Laufbahn an.